# Journey to the Past
Journey to the Past ist ein Lied, das von Stephen Flaherty (Musik) und Lynn Ahrens (Text) für den Animationsfilm Anastasia von Don Bluth and Gary Goldman aus dem Jahr 1997 geschrieben wurde. Im Film wird das Lied von Liz Callaway und während des Abspanns von Aaliyah gesungen.
Im Rahmen der Oscarverleihung 1998 erhielten Flaherty und Ahrens eine Nominierung in der Kategorie Bester Song.

## Einsatz im Film
Die Zarentochter Anastasia ist nach der Oktoberrevolution in einem Waisenhaus aufgewachsen und hat keinerlei Erinnerung an ihre Herkunft oder Familie, sodass sie von allen nur Anya genannt wurde. Das Einzige, was ihr von ihrer Familie geblieben ist, ist ein Medaillon mit der Aufschrift „Zusammen in Paris“. Als sie 18 Jahre alt ist, beschließt Anya, nach Sankt Petersburg zu gehen und von dort aus nach Paris zu reisen, um dort ihre Familie zu suchen. Journey to the Past beschreibt die Gefühle Anastasias auf diesem Weg: Sie tritt ihren Ängsten entgegen ist voller Hoffnung und Erwartungen, dass sie in Sankt Petersburg endlich herausfindet, wer sie wirklich ist.

## Produktion
Das Lied wurde von Stephen Flaherty und Lynn Ahrens für den Animationsfilm Anastasia geschrieben. Zunächst trug das Lied den Titel „Forward to the Past“ bzw. „Journey Through the Past“, bevor es Journey to the Past betitelt wurde. Sängerin Liz Callaway war zunächst nur für Demo-Versionen für den Film engagiert worden, hinterließ jedoch einen bleibenden Eindruck, sodass sie letztlich die Gesangsstimme Anastasias für den Film wurde. Journey to the Past wurde im The Hit Factory Studio in New York City nach A Rumor in St. Petersburg und Once Upon a December als drittes Lied für den Film aufgenommen. Bill Brohn transkribierte das Lied für Orchester, da Flaherty das Lied bis dahin nur auf einem Tonbandgerät aufgenommen hatte.
In der deutschen Synchronisation des Films trägt das Lied den Titel Reise durch die Zeit und wird von Jana Werner gesungen.
Neben der Version von Liz Callaway für den Film wurde noch eine zweite Version mit der Sängerin Aaliyah aufgenommen. Hintergrund hierfür war, dass Robert Kraft, der Präsident von Fox Music, sich eine Vermarktung des Films an ein breiteres Publikum erhoffte. Im Film wird das Lied während des Abspanns gespielt. Für Aaliyah wurde Journey to the Past von Guy Roche neu arrangiert, sodass Melodie und Text besser zu ihrem Stil und ihrer Stimme passten.

## Musical
Für das Musical Anastasia, das lose auf dem gleichnamigen Animationsfilm basiert, wurde Journey to the Past gemeinsam mit vier weiteren Liedern für den Soundtrack übernommen. Die Position in der Handlung wurde jedoch geändert, es ist nun nicht mehr das erste von Anastasia gesungene Lied, sondern wurde in die Mitte des Musicals verschoben. Anastasia singt es nun kurz vor ihrer Ankunft in Paris am Ende des ersten Aktes.

## Auszeichnungen
Satellite Awards 1997
- Nominierung in der Kategorie Bester Filmsong

Golden Globe Awards 1998
- Nominierung in der Kategorie Bester Filmsong

Oscarverleihung 1998
- Nominierung in der Kategorie Bester Song